# Padilla mitohy
Padilla mitohy là một loài nhện trong họ Salticidae.
Loài này thuộc chi Padilla. Padilla mitohy được Daniela Andriamalala miêu tả năm 2007.